# José Luis García (boxeador)
José Luis García (Cariaco, 20 de mayo de 1947 - Naguanagua, 20 de abril de 2023) fue un exboxeador venezolano que compitió en la categoría del peso pesado entre los años 1968 y 1975.

## Trayectoria
Debutó en el boxeo profesional en 1968 con una victoria ante el púgil venezolano José Rondón.
De los cuarenta combates que disputó destaca su victoria ante el boxeador estadounidense Ken Norton en 1970.
| 30 victorias (19 por nocaut, 11 decisiones), 8 derrotas (6 por nocaut, 2 decisiones), 1 nulo, 1 suspendido |              |          |                         |      |        |            |                    |
| N.º | Resultado    | Balance  | Rival                   |      | Asalto | Fecha      | Localidad          |
| 40 | Derrota      | 30-8-1-1 | Ken Norton              | KO   | 5 (10) | 14/8/1975  | Saint Paul         |
| 39 | Victoria     | 30-7-1-1 | Bob Hazelton            | KO   | 3 (10) | 22/3/1975  | Caracas            |
| 38 | Victoria     | 29-7-1-1 | Eddie Land              | KO   | 1 (10) | 1/3/1975   | Caracas            |
| 37 | Derrota      | 28-7-1-1 | Joe Bugner              | KO   | 2 (10) | 1/10/1974  | Londres            |
| 36 | Derrota      | 28-6-1-1 | Jimmy Young             | PTS  | 10     | 6/7/1974   | Caracas            |
| 35 | Victoria     | 28-5-1-1 | Charlie James           | PTS  | 10     | 21/5/1974  | Honolulu           |
| 34 | Victoria     | 27-5-1-1 | Charles Atlas           | KOT  | 6 (10) | 16/4/1974  | Ciudad de Oklahoma |
| 33 | Victoria     | 26-5-1-1 | Bob Mashburn            | PTS  | 10     | 14/3/1974  | Los Ángeles        |
| 32 | Victoria     | 25-5-1-1 | Charley Polite          | KOT  | 6 (10) | 6/12/1973  | Los Ángeles        |
| 31 | Derrota      | 24-5-1-1 | Ron Lyle                | KO   | 3 (10) | 15/8/1973  | Dénver             |
| 30 | Derrota      | 24-4-1-1 | Joe Alexander           | KO   | 1 (10) | 21/5/1973  | San Juan           |
| 29 | Derrota      | 24-3-1-1 | Ernie Terrell           | KOT  | 6 (10) | 23/10/1972 | Caracas            |
| 28 | Victoria     | 24-2-1-1 | Johnny Hudgins          | KO   | 1 (10) | 1/6/1972   | Maracay            |
| 27 | Victoria     | 23-2-1-1 | Al Jones                | PTS  | 10     | 5/5/1972   | Caracas            |
| 26 | Victoria     | 22-2-1-1 | Robie Harris            | KOT  | 2 (10) | 13/4/1972  | Los Ángeles        |
| 25 | Victoria     | 21-2-1-1 | Santiago Alberto Lovell | RET. | 4 (10) | 17/12/1971 | Caracas            |
| 24 | Victoria     | 20-2-1-1 | Johnny Griffin          | KOT  | 7 (10) | 18/10/1971 | Caracas            |
| 23 | Victoria     | 19-2-1-1 | James J. Woody          | PTS  | 10     | 10/6/1971  | Los Ángeles        |
| 22 | Victoria     | 18-2-1-1 | Charley Polite          | PTS  | 10     | 28/2/1971  | Caracas            |
| 21 | Victoria     | 17-2-1-1 | Roberto Dávila          | KO   | 4 (10) | 5/2/1971   | Caracas            |
| 20 | No disputado | 16-2-1-1 | Roberto Dávila          | -    | 2 (10) | 14/12/1970 | Caracas            |
| 19 | Victoria     | 16-2-1   | Thad Spencer            | KO   | 2 (10) | 5/10/1970  | Caracas            |
| 18 | Victoria     | 15-2-1   | Lou Hicks               | KO   | 3 (10) | 24/9/1970  | Los Ángeles        |
| 17 | Victoria     | 14-2-1   | Wayne Kindred           | KOT  | 2 (10) | 20/8/1970  | Los Ángeles        |
| 16 | Victoria     | 13-2-1   | Ken Norton              | KO   | 8 (10) | 2/7/1970   | Los Ángeles        |
| 15 | Victoria     | 12-2-1   | Bill Drover             | PTS  | 10     | 15/4/1970  | Halifax            |
| 14 | Derrota      | 11-2-1   | Allen Thomas            | KOT  | 6 (10) | 21/1/1970  | Chicago            |
| 13 | Victoria     | 11-1-1   | Ray Ayala               | PTS  | 10     | 15/8/1969  | Caracas            |
| 12 | Victoria     | 10-1-1   | Bob Harrington          | PTS  | 10     | 7/11/1969  | Caracas            |
| 11 | Victoria     | 9-1-1    | Randy Stevens           | KO   | 7 (10) | 13/6/1969  | Caracas            |
| 10 | Derrota      | 8-1-1    | Vicente Rondón          | PTS  | 12     | 30/5/1969  | Caracas            |
| 9 | Victoria     | 8-0-1    | Stanford Bulla          | KO   | 4 (10) | 14/2/1969  | Caracas            |
| 8 | Victoria     | 7-0-1    | Charlie Jordan          | KOT  | 2 (8)  | 20/1/1969  | Caracas            |
| 7 | Victoria     | 6-0-1    | Jocky Ulloa             | KO   | 2 (8)  | 18/11/1968 | Caracas            |
| 6 | Victoria     | 5-0-1    | Marco Tulio Polanco     | KO   | 3 (6)  | 14/9/1968  | Caracas            |
| 5 | Victoria     | 4-0-1    | José Rondón             | PTS  | 4      | 16/8/1968  | Caracas            |
| 4 | Victoria     | 3-0-1    | Marco Tulio Polanco     | KOT  | 3 (4)  | 12/7/1968  | Caracas            |
| 3 | Victoria     | 2-0-1    | José Rondón             | PTS  | 4      | 5/7/1968   | Caracas            |
| 2 | Nulo         | 1-0-1    | Isaac Martínez          | PTS  | 4      | 28/6/1968  | Caracas            |
| 1 | Victoria     | 1-0      | José Rondón             | PTS  | 4      | 17/6/1968  | Caracas            |